# Pimoidae
Pimoidae (Wunderlich, 1986) è una famiglia di ragni appartenente all'infraordine Araneomorphae.

## Caratteristiche
Questa famiglia di ragni è monofiletica. Per tratti in comune è stata considerata parte della famiglia Linyphiidae fino al 1993 quando l'aracnologo Hormiga le diede lo status di famiglia.

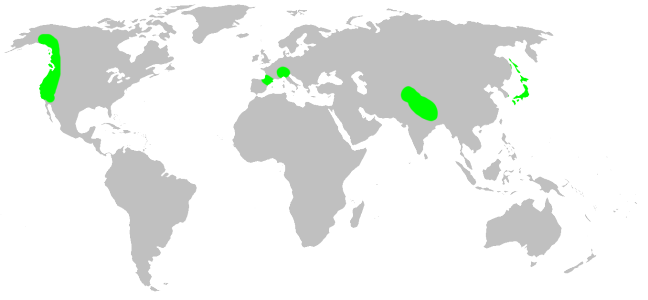
Pimoidae, distribuzione

## Distribuzione
Probabilmente un tempo erano diffusi in tutta la regione olartica, adesso la concorrenza con altre famiglie di ragni nello stesso habitat e altri fattori fanno in modo che siano specie relitte in piccole zone: costa occidentale dell'America settentrionale, Alpi, Monti Cantabrici, nord della Spagna, Himalaya, Russia (Sachalin). Nel 2003 una specie è stata rinvenuta anche in Giappone e nel 2008 un altro genere scoperto in Cina.

## Tassonomia
Attualmente, a novembre 2020, si compone di 4 generi e 53 specie:
- Nanoa Hormiga, Buckle & Scharff, 2005
- Pimoa Chamberlin & Ivie, 1943 — America settentrionale, Asia, Europa
- Putaoa Hormiga & Tu, 2008 - Cina
- Weintrauboa Hormiga, 2003 - Giappone, Cina, Russia